# Moedas de euro romenas
O Euro (EUR ou €) é a moeda comum para as nações que pertencem à União Europeia e que aderiram à zona Euro. As moedas de euro têm dois lados diferentes: um lado comum, europeu, mostrando o valor da moeda, e um lado nacional, mostrando um desenho escolhido pelo país membro da UE onde a moeda foi cunhada. Cada país membro tem um ou vários desenhos únicos a esse país.
Para visualizar as imagens do lado comum e para ter uma descrição detalhada das moedas, ver moedas de euro.

As moedas de euro romenas ainda não foram desenhadas. A Romênia faz parte da União Europeia desde janeiro de 2007, mas ainda não adotou o euro, e por isso ainda utiliza a sua própria moeda, o leu romeno. 